# Калашников (компанія)
Група компаній «Калашников» — багатопрофільний холдинг з виробництва продукції цивільного та військового призначення, підприємство в складі стрілецького сектора ОПК Росії, виробник бойової автоматичної та снайперської зброї, керованих артилерійських снарядів, а також високоточної зброї. Сегмент цивільної продукції включає мисливські рушниці, спортивні гвинтівки, верстати та інструменти.
Продукція виробляється під трьома продуктовими збройовими брендами: «Калашников» — бойова та цивільна зброя, «Байкал» — мисливська та цивільна зброя, «Іжмаш» — спортивна зброя. З 2015 року ведеться розробка дистанційно керованих бойових модулів, безпілотних літальних апаратів і катерів спеціального призначення, а також розробка спеціального одягу та спорядження. Продукція групи компаній постачається більш ніж у 27 країн.
Штаб-квартира розташовується в Іжевськові (Удмуртська Республіка), офіційне представництво знаходиться в Москві.
51 % акцій концерну належить держкорпорації «Ростех», 49 % — приватним інвесторам (Олексію Криворучку, Андрію Бокареву та Іскандеру Махмудову).

## Історія

### Заснування (1807 рік)

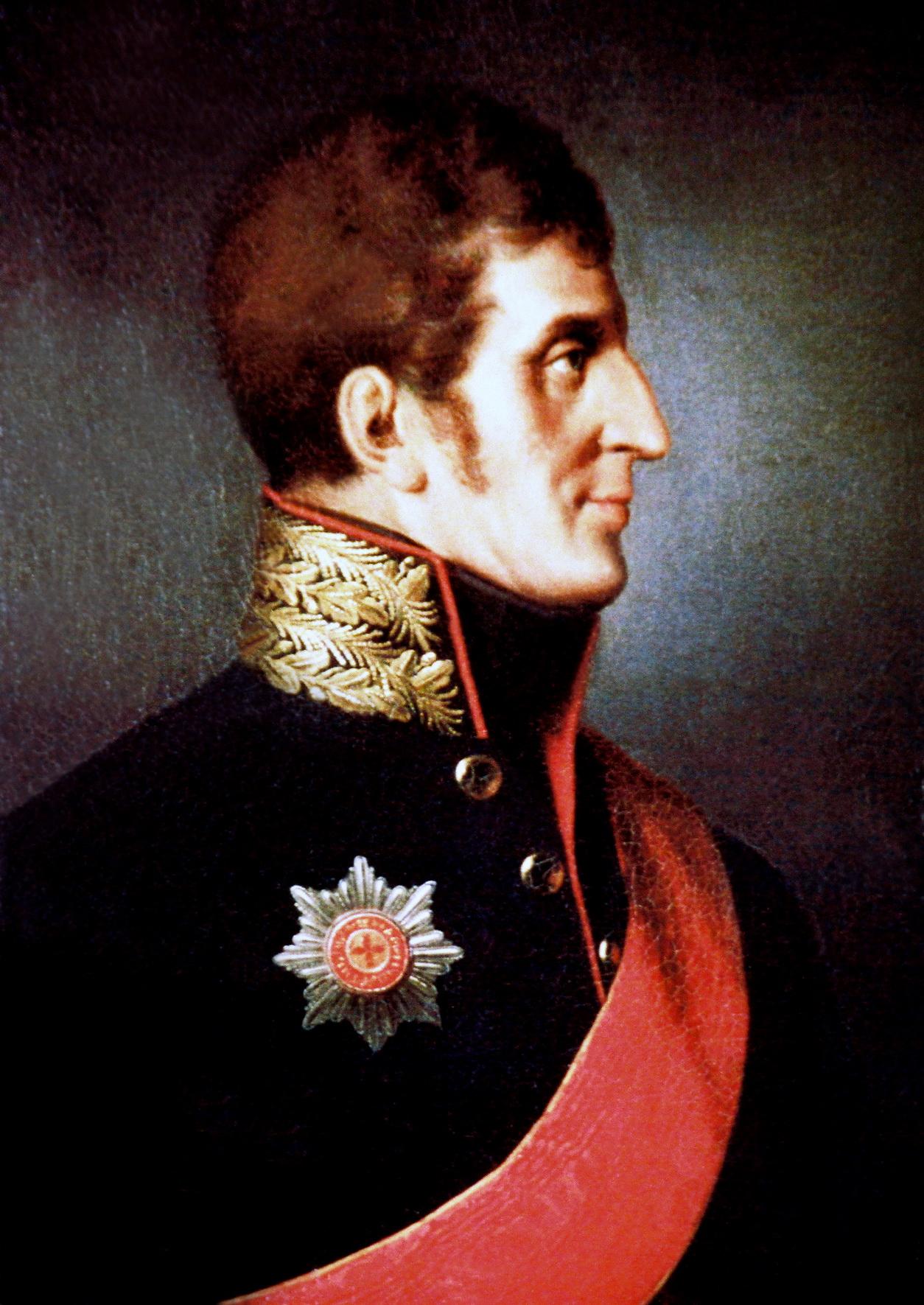
Портрет А. Ф. Дерябіна

У 1754 році указом Єлизавети Петрівни її фавориту графу П. І. Шувалову були на вигідних умовах передані Гороблагодатські заводи з вимогою збільшити виробництво металу. 15 вересня 1757 року Шувалов отримав від Берг-колегії дозвіл на будівництво трьох молотових заводів: двох у Казанської губернії на Вотці та Частій та одного в Уфимській провінції на Кутмасі. З цих заводів був побудований тільки один — на Вотці, замість двох інших Шувалов побудував Іжевський залізоробний завод, в 70 верстах на північний захід від першого. Рішення будувати два нових заводи для перероблення Гороблагодатського чавуну в районі Ками на Іжі та Вотці було прийнято з огляду на те, що на Уралі в той час вже відчувалася нестача паливних і водних ресурсів. Доставляти чавун планувалося по річках Чусовій, Камі. Камські заводи будувалися під безпосереднім керівництвом А. С. Москвіна та були запущені в 1759 (Стрийський) і 1760 (Іжевський) роках. На будівництві обох заводів і гребель (Воткинского та Іжевського ставків) були зайняті приписні селяни з довколишніх поселень і майстрові з Гороблагодатських заводів. П. С. Палас, який відвідав Іжевський і Стрийський заводи в 1769—1770 роках, зазначив наявність великих лісових дач, вдале розташування заводів, їх високу організованість і порядок, вказуючи на заслуги Москвіна в цьому.
У 1763 році завод перейшов в казенне управління. У 1774 році в ході Пугачевського повстання завод був захоплений і зруйнований. 27 червня в завод увійшов сам Пугачов. Начальник заводу Венцель і інших керівників (всього 42 особи) було вбито.
Загострення військово-політичної обстави в Європі в кінці XVIII століття призвело до необхідності будівництва нового збройового заводу в східних районах країни. З подачі А. Ф. Дерябіна новий завод вирішили будувати на базі наявного залізоробного заводу на Іжі. 28 жовтня 1808 року Іжевський залізоробний завод був переданий у відання Військового міністерства. Надалі Дерябінові було доручено керівництво будівництвом і самим заводом. Указ про будівництво Іжевського збройового заводу дано Олександром I 6 лютого 1807 року. Відкриття заводської збройової контори відбулося 10 червня 1807 року. Цей день вважається днем народження Іжевського збройового заводу.

### Перші роки (1807—1866)

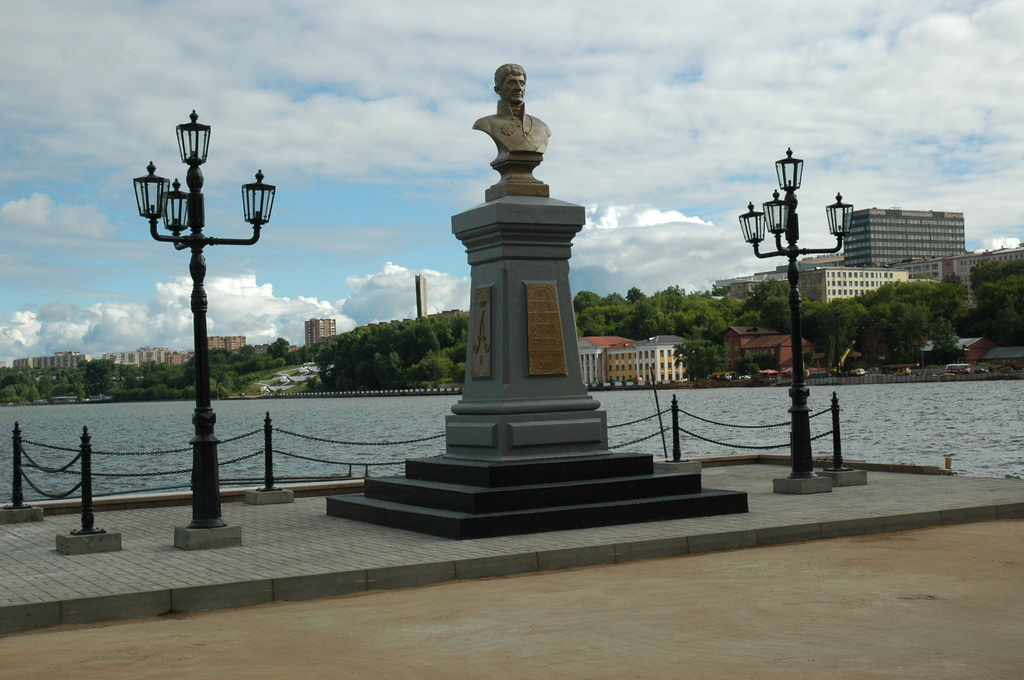
Бюст А. Ф. Дерябіна на проїзді ім. Дерябіна в Іжевську, на задньому плані Іжевський ставок

Збройний завод успішно освоював виробництво стрілецької зброї. Залучені Дерябіним іноземні фахівці (близько 200 бельгійців, французів і німців) не тільки працювали самі, а й навчали свого ремесла російських майстрових. Оскільки збройовий завод територіально був об'єднаний з залізоробним, він не відчував труднощів з забезпеченістю сировиною.

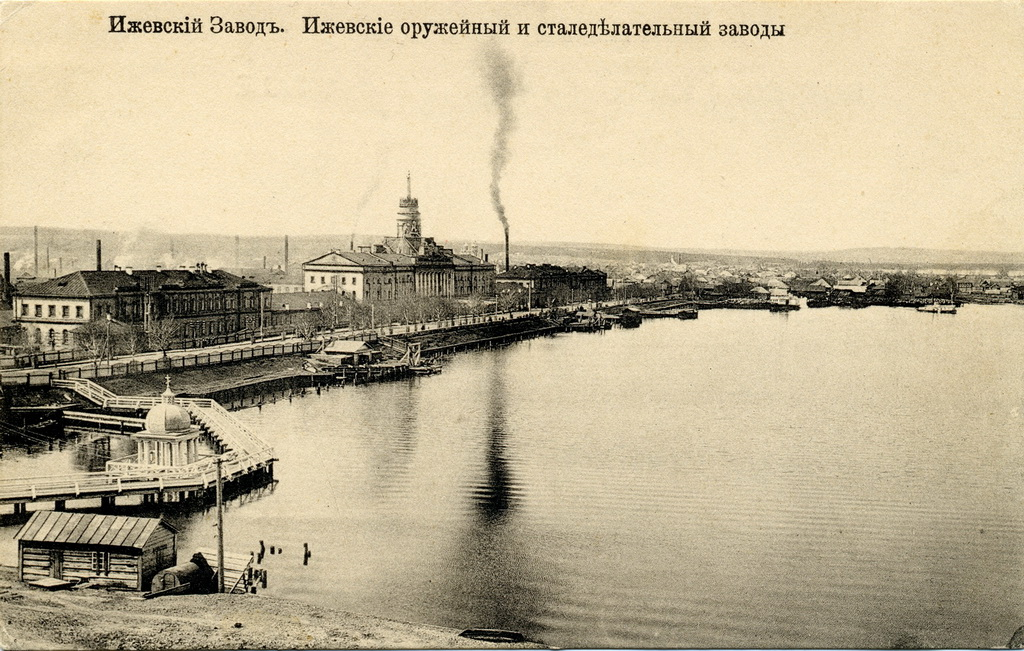
Іжевський збройовий і сталевиробний заводи

Восени 1807 року на заводі було створено першу зброю — солдатські гладкоствольні семилінійні (калібру 17,7 мм) кременеві, що заряджаються з дула рушниці. Всього за 1807 рік було вироблено 7 рушниць, 5 пістолетів і 6 тесаків; в 1808 році — 25, 14 і 14 відповідно. Велику увагу Дерябін приділяв уніфікації деталей зброї. До початку війни 1812 року під керівництвом Є. Є. Грена на заводі був налагоджений серійний випуск стрілецької та холодної зброї для російської армії. У перші чотири роки війни підприємство виготовило 2 тисячі рушниць, а вже під час війни завод зумів поставити армії М. І. Кутузова понад 6 тисяч «кремнівок», збільшивши випуск зброї в десять разів. За 1812—1814 роки на заводі було вироблено 23 927 рушниць і 8536 штук тесаків, що становило відповідно 11 і 16 % від усього обсягу російського виробництва вогнепальної зброї.
До 1812 року заводські роботи в цехах Іжевського заводу виконувалися за тижневими уроками. Робочий день тривав з 4 до 19 годин. Зброярі отримували відрядну оплату праці за підсумками виконання уроку. Зарплата іжевських зброярів становила 2-6 рублів на місяць, що було в 3 рази було менше, ніж на Тульському і в 6 разів менше, ніж на Сестрорецькому заводі.
Наймасовішим виробом стала російська піхотна гладкоствольна рушниця калібру 17,7 мм зразка 1808 роки для уніфікації озброєння піхоти. Проводилися також штуцери — єгерські, уланські, кінногвардійські, карабіни — кірасирські та гусарські, драгунські мушкети, рушниці гвинтувальні та єгерські, мушкетони кременеві зразка 1809 року що заряджаються картеччю (в 1810 — 2,5 тисячі штук, в 1811 році — близько 10 тисяч, в 1812 році — 13,5 тисяч). Вироблялося і холодна зброя — солдатські тесаки та піхви до них (в 1812 році — 2,2 тисячі штук), гвардійські та піонерські тесаки, кірасирські палаші, драгунські шаблі, короткі алебарди, артилерійські та кавалерійські піки.
Збільшення виробництва зброї потребувало переведення складів, роль яких раніше виконували невеликі пристосовані приміщення, в спеціальну містку будівлю. У 1823—1825 роках за проєктом архітектора Дудіна для цих цілей споруджений Арсенал, в будівлі якого з 1986 року знаходиться Національний музей Удмуртії. Зі збройовим заводом пов'язане будівництво та інших історичних будівель Іжевська — в тому числі зведеного в 1823 році Собору Олександра Невського, святого покровителя зброярів.

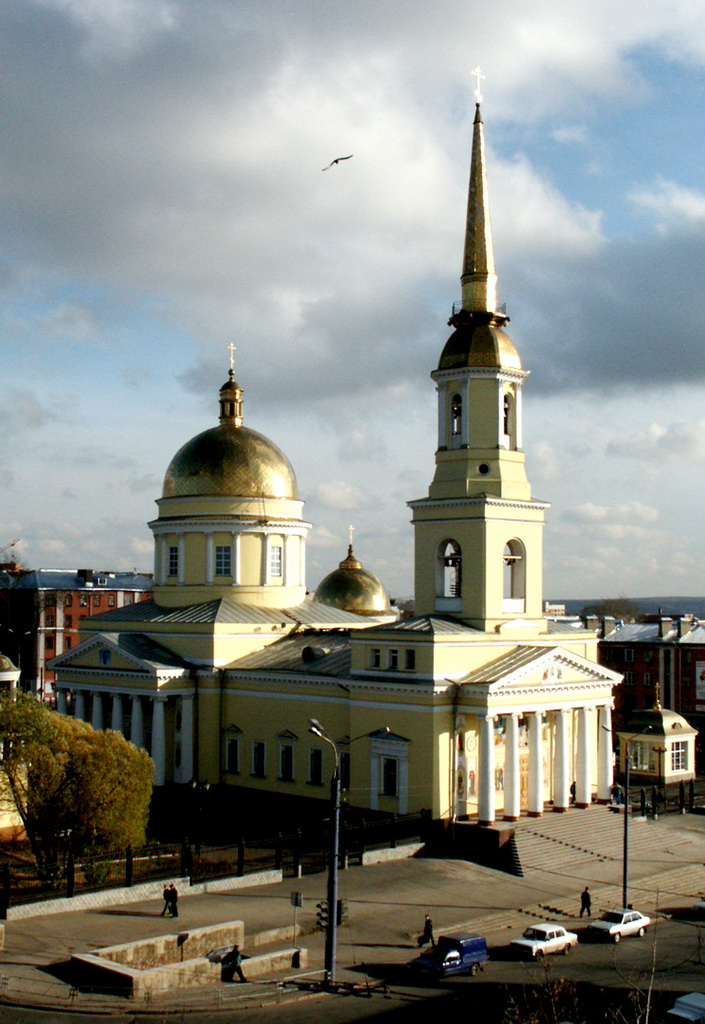
Собор Олександра Невського, Іжевськ

У 1812—1814 роках завод виробив 24 тисяч рушниць (11 % всіх вироблених в країні), чим зробив свій внесок в перемогу над Наполеоном. У 1816 році на заводі працювало 2847 осіб, в тому числі 18 іноземних майстрів. З них 412 осіб були зайняті в залізовиробництві, 2435 — в збройовому.
До початку 1820-х років обсяги виробництва рушниць досягли 20 тисяч штук на рік. У 1845 році завод освоїв виробництво капсулів рушниць і пістолетів, з 1857 року приступив до випуску нарізної зброї. У 1855 на заводі був впроваджений контуазький спосіб отримання заліза, витіснив крицевий.
Гідравлічне господарство заводу складалося з 60 дерев'яних водяних коліс в 1840-х роках, в 1850-х — 57 коліс. У 1858 році було встановлено перше металеве колесо в цівкосвердловій фабриці. У 1841 році була зроблена безуспішна спроба установлення парової машини (перша парова машина була встановлена на заводі лише в 1875 році). Чавун в обсязі 120—130 тисяч пудів завод отримував з Гороблагодатських заводів, мідь до 1 тисячі пудів — з Пермських заводів. В якості палива використовувалися дрова, з яких щорічно заготовлювати до 45 тисяч 20-пудових коробів деревного вугілля.
Світським покровителем Іжевського збройового заводу вважався той, за чиїм розпорядженням він був заснований, — імператор Олександр I, який приділяв підприємству велику увагу. У деяких офіційних документах завод навіть іменували Камсько-Іжевським Олександрівським. 4-5 жовтня 1824 року його особисто відвідав Іжевський завод .
Крім піхотних почали випускати рушниці кирасирские, гусарські, кінно-єгерські, драгунські. У 1830-1840-х роках завод давав армії штуцер системи И. В. Гартунга И. В. Гартунга. Вироблялася також казнозарядна фортечна рушниця системи Фаліса й абордажна рушниця для Балтійського флоту. Створювалися і піхотні старого і нового зразка пістолети нові та переправні, холодна зброя, офіцерські та солдатські кіраси.

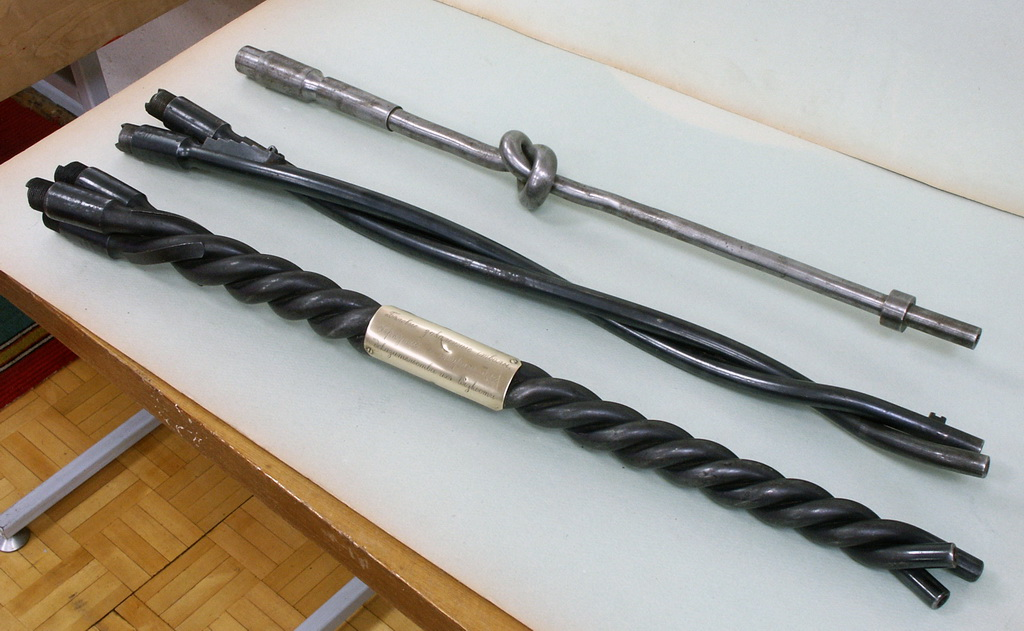
Скручені цівки показують властивості металу

У 1835 році випуск холодної зброї був офіційно припинений — вирішено було сконцентруватися на виробництві вогнепальної зброї, і виробництво «білої» зброї було передано в Златоуст.
Поступово було розпочато випуск більш досконалих зразків зброї. У 1843 році на озброєння був прийнятий перший зразок нарізної зброї — «лютіський штуцер» зразка 1843 роки для стрілецьких батальйонів. У 1844 році було прийнято рішення про перероблення перебувалих на озброєнні кремінних рушниць в капсульні, надійніші та скорострільні. З 1845 року на заводі почали виробляти нову ударну рушницю з капсульним замком і вже за 1854 рік було вироблено понад 39 тисяч рушниць.
У роки Кримської війни на Іжевському заводі було вироблено 130,5 тисяч рушниць, з них майже третина — нарізні. Створювалися і пам'ятні рушниці, які дарувалися членам імператорської фамілії, і призова зброя, що вручається офіцерам за відзнаку в службі. Випускалося також мисливська зброя. Але основним напрямком завжди залишалося виробництво бойової зброї.
Всього за перші півстоліття роботи Іжевського заводу було вироблено 672 308 кремінних рушниць і пістолетів, 226 602 ударних рушниці та пістолета, 58 262 нарізних рушниці, безліч холодної зброї. З дня заснування до 1866 завод виготовив близько 1 млн рушниць (33 % всієї продукції збройових заводів).
Пізніше, на Іжевському заводі стали виготовляти капсульну гвинтівку зразка 1856 року, яка стала першою масовою нарізною гвинтівкою, прийнятою на озброєння російською армією.

### Оренда
У 1867 році іжевські зброярі «отримали вільну» і з цього часу підприємство було віддано в орендно-комерційне управління. З 1867 по 1884 роках заводом керували три орендарі — Д. С. Фролов, П. А. Більдерлінґ і Г. І. Стандершельд, внесок в розвиток виробництва вніс також брат знаменитого винахідника Людвіг Нобель, який керував підприємством разом з Більдерлінга.
Орендарям вдалося серйозно модернізувати завод. На 1873 рік було завершено перебудову заводу на набагато більший, ніж раніше, випуск зброї. А з 1874 року Іжевський завод став називатися не тільки збройовим, але і сталеливарним. У роки оренди отримав серйозний розвиток верстатний парк і заводська енергетика. Вперше була відкрила телеграфна станція, з'явилися телефонні лінії, внутрішньозаводский залізничний транспорт. Саме в ці роки на заводі (з початком виробництва берданок по військових замовленнях, в тому числі для забезпечення армії в російсько-турецькій війні) остаточно склалася спеціалізація праці, обумовлена машинним виробництвом всіх частин рушничного механізму. Завдяки цьому виробництво нових рушниць зросла з 30-50 тисяч гвинтівок до 150 тисяч штук на рік, відповідно наростав і випуск сталі.
У 1876 році на заводі був запущений перший паровий молот, 1 лютого 1877 року запущена мартенівська піч з добовою продуктивністю до 250 пудів сталі. У 1882 році були встановлені 2 прокатні стани.
Виросла і номенклатура випускається зброї. Після Кримської війни армія вимагала зброю, яка стріляла б без відмови та могло заряджатися з казни. Було потрібно переробити до 700 тисяч дульних гвинтівок, хто перебував в 1866 році на обліку в військах і арсеналах. Велика кількість[скільки?] переробної зброї поставив російської армії Іжевський завод — ударних рушниць системи Террі-Нормана, голчастих гвинтівок зміненої системи Карлі. Але наймасовішим переробником зброї періоду оренди стала скорострільна шестилінійна гвинтівка системи Крнка казенного заряджання — перша в Росії під унітарний набій системи Бердана з капсульою-завогнювачем центрального бою. Завод випускав також фортечну рушницю системи Крнка-Гана, робив в невеликих кількостях мисливські штуцери для Сибіру і на замовлення окремих полків постачав холодну зброю.
Наймасовішим виробом Іжевського збройового в ті роки стала малокаліберна чотирьохлінійна гвинтівка системи Бердаа, яка випускалася з 1874 по 1891 роки.

### Казенне підприємство
1 липня 1884 року підприємство повернулося в казну, отримавши назву «Іжевські збройовий і сталеробний заводи». А з 1885 року імператор Олександр III дозволив збройним заводам приймати замовлення на мисливську зброю і вже в тому ж році на Іжевському заводі почалося виробництво мисливських рушниць.
На Сибирсько-Уральській виставці 1887 року завод представив зразки литої сталі, цівкові бовванці, збройові цівки, свердла та інші інструменти, мисливські рушниці, малокаліберні гвинтівки та штуцера. За видатні успіхи у виготовленні вітчизняної зброї Іжевський завод був нагороджений великою золотою медаллю.
У 1890-і роки у зв'язку переозброєнням російської армії трилінійними гвинтівками Мосіна, що мали високі бойові якості, простоту пристрою і надійністю, виробничі потужності Іжевського заводу було збільшено. Плідність мартенівської печі була доведена в 1892 році до 135 тисяч пудів; в 1893 році була запущена друга мартенівська піч, що дозволило підняти обсяги виплавки сталі до 240 тисяч пудів в 1893 році та 384 тисяч пудів в 1895 році. У 1896 році Іжевський завод виробляв по тисячі гвинтівок в день. Крім того, сталевиробний завод постачав напіввироби цівок у Тулу і Сестрорецьк. За свою високу якість цівки іжевського виробництва завоювали гран-прі на Всесвітній виставці в Парижі в 1900 році.
У 1907 році були створені три модифікації гвинтівки (піхотна, драгунська, козача) і карабін Мосіна, почалося їх серійне виробництво.
На початку XX століття чисельність заводського персоналу становила близько 8000 осіб.

### Сторіччя заводу (1907 рік)
У 1907 році завод відзначив своє сторіччя. За 100 років свого існування підприємство виробило понад 4 мільйонів одиниць найрізноманітнішої зброї. Під час урочистостей, присвячених цій даті, 10 червня був установлений пам'ятник засновнику Іжевського збройового заводу А. Ф. Дерябіну, 4 листопада освячений Храм Михайла Архангела.
В на початку 2015 року «Калашников» купив частку розробника безпілотних літальних апаратів (БПЛА) Zala Aero. Спільні проєкти включають розробку і виробництво безпілотників, а також мобільних і наземних станцій управління. Основними продуктами є розвідувальні безпілотні літаки, вертольоти та аеростати для охорони державних кордонів, розвідки та моніторингу.
У червні 1921 року більшовики перенесли адміністративний центр автономної області був з Глазова в Іжевськ. Восени 1923 року була представлена програма реконструкції, очищення та конверсії заводу. Був відновлений випуск мисливської зброї: восени 1921 року зроблена перша партія мисливських рушниць Бердана, а в 1922 році на базі заводу відкрита Перша державна фабрика мисливських рушниць. Відновився випуск двостволок-бескурковок «Піпер». До 1926 року також виготовлялися рушниці системи «хрестовик» і шомпольні одностволки. Самим масовим виробом в ті роки спочатку була берданка, з 1926 року почався випуск нових дробових одностовбурних рушниць центрального бою «Іж-5» («Іжевськ-Джонсон»). В середині 1930-х років освоєно виробництво мисливських рушниць «Іж-БК», «Іж-Б-36» і «Іж-БК-36». Випускалася і спортивна зброя — рушниця системи Смирнівського, пневматична спортивна рушница «ПСР».

### Перша світова війна (1914—1918 роки)
З початком війни на заводі стала проводитися реконструкція, почалося розгорнуте приймання працівників. За роки війни чисельність заводців зросла майже в три рази, поруч з чоловіками працювали жінки (близько 2 тисяч) і діти. Частина робітників була надіслана з Петербурзьких заводів (Путилівського та Обухівського). Заводські потужності розширилися вдвічі: випуск сталі з запуском 4-й мартенівської печі був збільшений з 1137 тисяч пудів в 1914 році до 2340 тисяч пудів в 1916 році.
Неспинно зростав випуск трилінійок, досягнувши щонайбільшого обсягу 2200 штук на добу. Для збільшення обсягів виробництва гвинтівок в 1915—1916 роках було припинено виробництво снарядів, відновлено в 1917 році . На Іжевському заводі вироблялися також набої, гранати, снаряди для тридюймівки, шрапнелі для польових гаубиць, щити для гармат і кулеметні деталі, кинджали «Бебут», кинджали та цівки до автоматичним гвинтівок Федорова і кинджали криві з лопатями. Тривалість робочого дня досягала 12-13 годин.
Іжевський завод збільшив випуск гвинтівок з 82 тисяч штук в 1914 році до майже 505 тисяч штук в 1916 році та майже втричі збільшив випуск тигельної сталі. Всього за роки Першої Світової завод поставив передовій 1,5 млн гвинтівок (43 % всього обсягу виробництва в Росії), 3,8 мільйона гвинтівкових цівок (52 % всього обсягу виробництва в країні), 200 тис. Кулеметних цівок (79 % всього обсягу виробництва в країні), 1 мільйон артилерійських снарядів. До літа 1917 на заводі працювало 34 197 осіб.

### 1918—1940 роки

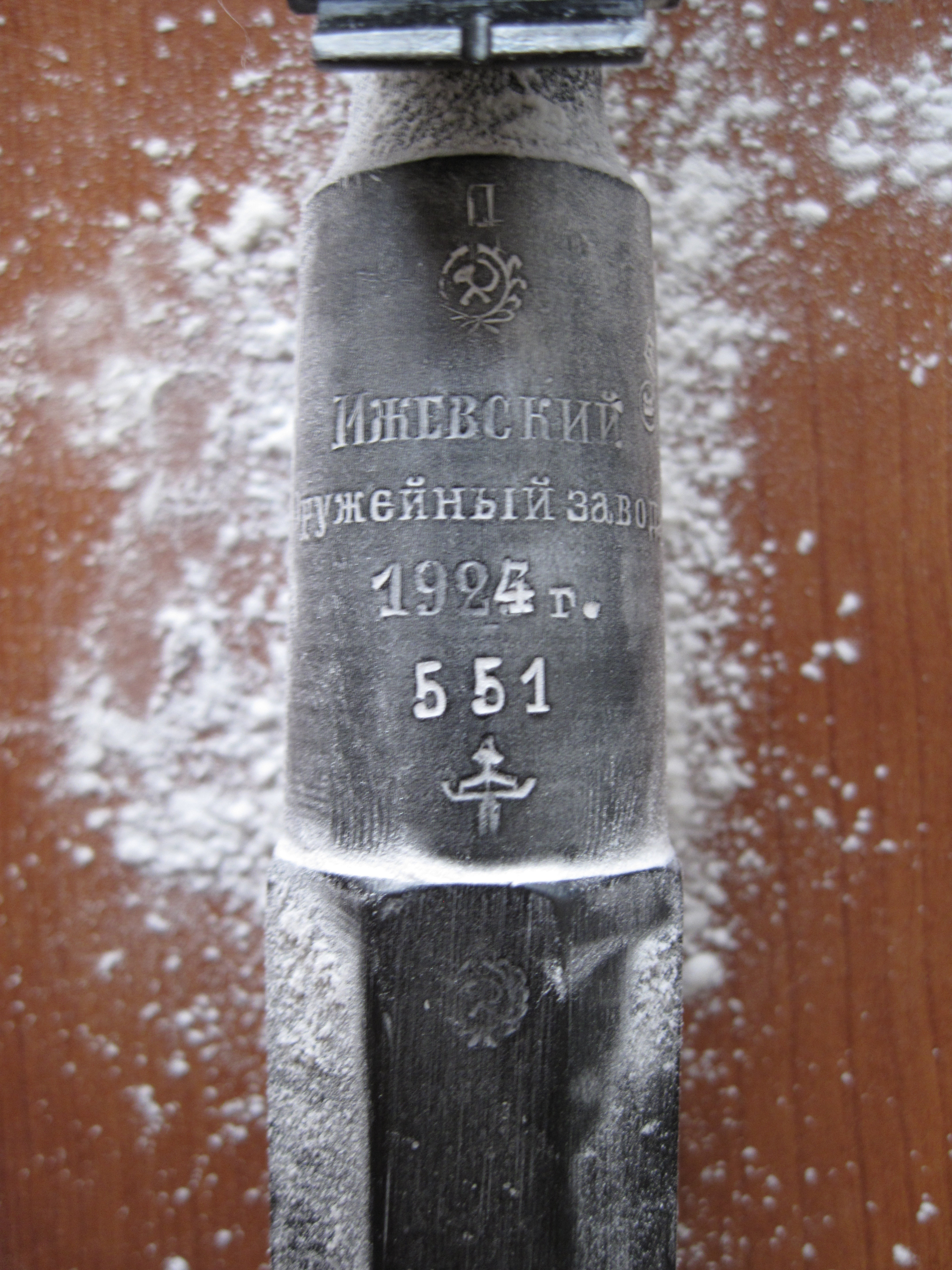
Клеймо на гвинтівці Мосіна випуску 1924 року зі шестигранною цівковою скринькою, Іжевський збройовий завод

У серпні 1918 року в Прикам'ї почалося антибільшовицьке Іжевсько-Воткінське повстання, але в листопаді Червона Армія зайняла завод. У квітні 1919 Іжевський завод був зайнятий Білою Армією під керівництвом Колчака, в червні — знову червоними. В результаті бойових дій більша частина обладнання була виведена з ладу або вивезена, серйозний удар був нанесений по кваліфікованих кадрах.
Але завод зумів зберегти свій потенціал — вже в серпні 1920 року було виготовлено 48 тисяч гвинтівок. У роки Громадянської війни було розпочато і виробництво новинок: цівкових скриньок для рушниць-кулеметів системи Федорова, набоїв. Розвивалося металургійне виробництво, виробництво інструменту.
У червні 1921 року більшовики перенесли адміністративний центр автономної області був з Глазова в Іжевськ. Восени 1923 року була представлена програма реконструкції, очищення та конверсії заводу. Був відновлений випуск мисливської зброї: восени 1921 року зроблена перша партія мисливських рушниць Бердана, а в 1922 році на базі заводу відкрита Перша державна фабрика мисливських рушниць. Відновився випуск двоцівковок-безкурковок «Піпер». До 1926 року також виготовлялися рушниці системи «хрестовик» і шомпольні одностволки. Самим масовим виробом в ті роки спочатку була берданка, з 1926 року почався випуск нових дробових одностовбурних рушниць центрального бою «Іж-5» («Іжевськ-Джонсон»). В середині 1930-х років освоєно виробництво мисливських рушниць "Іж-БК «, „Іж-Б-36“ і „Іж-БК-36“. Випускалося і спортивна зброя — рушниця системи Смирнівського, пневматична спортивна рушниця „ПСР“.
У 1920-х роках почалося виробництво різних видів цивільної продукції. Іжевський завод штампував залізничні буфери, випускав молібденово-кислий амоній, оксамитові напилки, пристрої й агрегати для селян. Створення заводу по випуску дієвого цементувального порошку „Березіль“ поклало початок хімічної промисловості міста. Головою комісії з виробництва цементувального порошку „Березіль“ у 1922 році був призначений майбутній доктор технічних наук, вчений-метролог Віктор Махровський, в ту пору — інженер, завідувач інструментальним виробництвом Іжевського збройового заводу. Навесні 1925 року на заводі розпочато виробництво колінчастих валів для авіамоторів.
У грудні 1928 року на підприємстві було проведено перші радянські мотоцикли Іж-1. У 1933 році з залученням фахівців та обладнання підприємства в Іжевську був створений мотозавод. У 1930 році на Іжстальзаводі було організовано самостійне верстатобудівельне виробництво. У тому ж році Станкострой почав випускати перші верстати, а в 1937 році відправив першу експортну партію в Голландію.
У 1933-36 роках на заводі, вперше в СРСР, виготовлені п'ять потужних колінчастих валів зі спеціальних сталей — в тому числі для літаків „АН-1“, „АНТ-25“ та інших. Розвивалося інструментальне виробництво, металургія та енергетика. У 1930 році на заводі з'явився новий деревообробний цех. 29 грудня 1934 року почалася промислова експлуатація створеної при заводі Іжевської ТЕЦ.
Одним з головних результатів масштабної реконструкції заводу стало освоєння ряду нових зразків зброї. До 1930 року в Іжевськові була проведена модернізація драгунської гвинтівки Мосіна. Вона отримала офіційну назву „трилінійна гвинтівка С. І. Мосіна зразка 1891/1930 рр.“ і була прийнята на озброєння армії та флоту. На її базі була створена і перша снайперська гвинтівка, прийнята на озброєння в 1931 році. Для розвитку проєктування та виробництва зброї у квітні 1933 року на заводі відкрито „Бюро нових конструкцій“ (БНК), в якому відтепер почали проводитися всі розробки в області зброї (сьогодні ці роботи проводяться в конструкторсько-збройовому центрі АТ „Концерн“ Калашников»").
У 1936 році була прийнята на озброєння автоматична гвинтівка АВС-36, на заводі почалося її серійне виробництво, проте в червні 1939 року Сталін наказав зняти АВС-36 з виробництва і перейти на випуск самозарядної гвинтівки Токарєва. Крім того, розроблено технологію випуску авіакулеметів, авіагармат і протитанкових рушниць.
У липні 1938 року вийшла постанова Раднаркому СРСР про припинення випуску мисливської та спортивної зброї на оборонних заводах країни, цю продукцію мав з наступного року освоїти наркомат місцевої промисловості РРФСР. В Іжевську почали обладнання фабрики мисливських рушниць, верстати, інструменти та кадри для якої надавав Іжевський завод.
У 1939 році завод № 180 був розділений на два заводи — металургійний № 71 і машинобудівний № 74, у веденні якого було залишене виробництво зброї. Між машинобудівниками та металургами збереглася тісна співпраця.
У передвоєнні роки було освоєно дорнування цівки. Було виготовлено дослідні партії дорнованих заготовин цівок кулеметів для Ковровського механічного заводу, трохи пізніше такі операції були освоєні й для цівок іжевських трилінійок.

### Німецько-радянська війна (1941—1945 роки)
Освоєння всіх видів стрілецької зброї відбувалося в роки війни швидкими темпами — вже в 1941 році випуск гвинтівки Мосіна досяг 12 тисяч штук на добу. У листопаді 1941 року менше ніж за місяць було освоєно виготовлення протитанкової рушниці Дегтярьова. 15 листопада 1941 року завод отримав терміновий державне замовлення на виготовлення протитанкової рушниці Симонова — і в січні 1942 року перші 300 штук були передані замовнику. Прискорено велося освоєння авіаційних кулеметів Березина УБ-12,7, також був налагоджений випуск пістолета ТТ і револьвера Нагана на обладнанні, евакуйованому з Тульського заводу.
У 1942 році почалося освоєння 20-мм авіагармат ШВАК і 37-мм НС-37. Освоєна снайперська гвинтівка з кронштейном зразка 1942 року та оптичним прицілом ПУ. Виготовлено понад 3,5 млн гвинтівок всіх видів і близько 25 тисяч авіаційних кулеметів. Для інших підприємств було виготовлено близько півтора мільйона цівок до різних типів стрілецької зброї, а також велика номенклатура опорядження та інструментів.
20 липня з заводу № 74 виділено завод № 622 (згодом Іжевський механічний). Частина обладнання була взята з Іжевського машинобудівного заводу, частина — з евакуйованих до Іжевська Тульського збройового і Подільського механічного заводів. У роки війни завод № 622 випускав протитанкові рушниці Дегтярьова — Симонова, пістолети ТТ, револьвери системи Нагана, ракетниці, запальні трубки.
У 1943 році було вироблено близько 3 млн гвинтівок різних типів, понад 40 тисяч авіакулеметів Березина і близько 4800 авіагармат Нудельмана — Суранова. Крім того, завод виробив 120-мм міни до полкового міномету і велику кількість цівок. До кінця року випуск стрілецької зброї вперше перевищив заявки передової.
У 1944 році у виробництво було запущено 7,62-мм карабін зразка 1944 роки (модифікація гвинтівки Мосіна), авіадесантна гармата Чарнко — Комарницького. У жовтні було розпочато випуск 20-мм авіагармати Березина Б-20. Через два місяці її виробництво зросло на 285 %.
У 1945 році виробництво зброї зросла майже в три рази в порівнянні з 1941 роком. За 4 роки війни завод виробив стрілецької зброї стільки ж, скільки за всі 92 довоєнних роки. У 1945 році Іжевський машинобудівний випускав 20 видів військової техніки. Всього за роки війни було вироблено 11 145 547 гвинтівок і карабінів, 131 866 авіаційних кулеметів, 81 901 станковий кулемет, 14 955 авіаційних гармат, 1,5 млн цівкових заготовин.

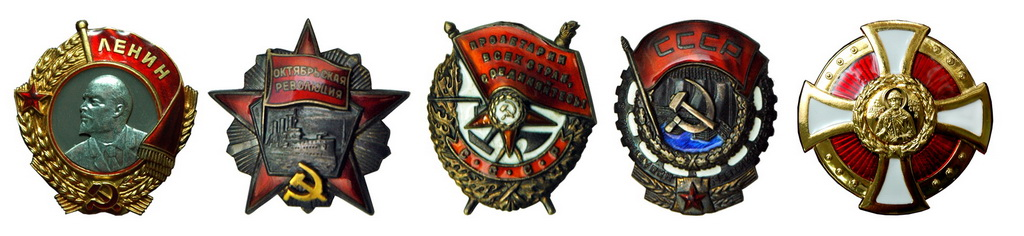
Ордени заводу

За цей час колективу Іжевського машинобудівного заводу 10 раз вручали перехідний Червоний Прапор переможця у Всесоюзному соціалістичному змаганні. 18 січня 1942 року завод нагороджений орденом Леніна за зразкове виконання завдань з виробництва та освоєння нових видів озброєння, а 20 жовтня 1944 року — орденом Червоного Прапора за заслуги в справі організації виробництва стрілецької зброї та за створення нових зразків стрілецького та авіаційного озброєння. На вічне зберігання йому було вручено Прапор Державного комітету оборони. За вдосконалення технології та організації виробництва стрілецької зброї інженерам С. С. Гіндінсону Н. І. Паладіну А. Я. Фішеру В. П. Болтушкіну були надані звання лауреатів Сталінської премії.

### Повоєнні роки
Після війни почалася конверсія заводу, збільшення обсягів випуску продукції цивільного призначення. Завод почав випускати сільгоспінвентар, меблі, ковзани для хокею. Розвивалося верстатобудування та інструментальне виробництво. Одним з найважливіших видів конверсійної продукції тих років стали мотоцикли «Іж», випуск яких був відновлений вже з 1945 року. За багаторічну історію на Іжмаш були випущені десятки моделей, в 1991 році з конвеєра зійшов 10-мільйонний мотоцикл.

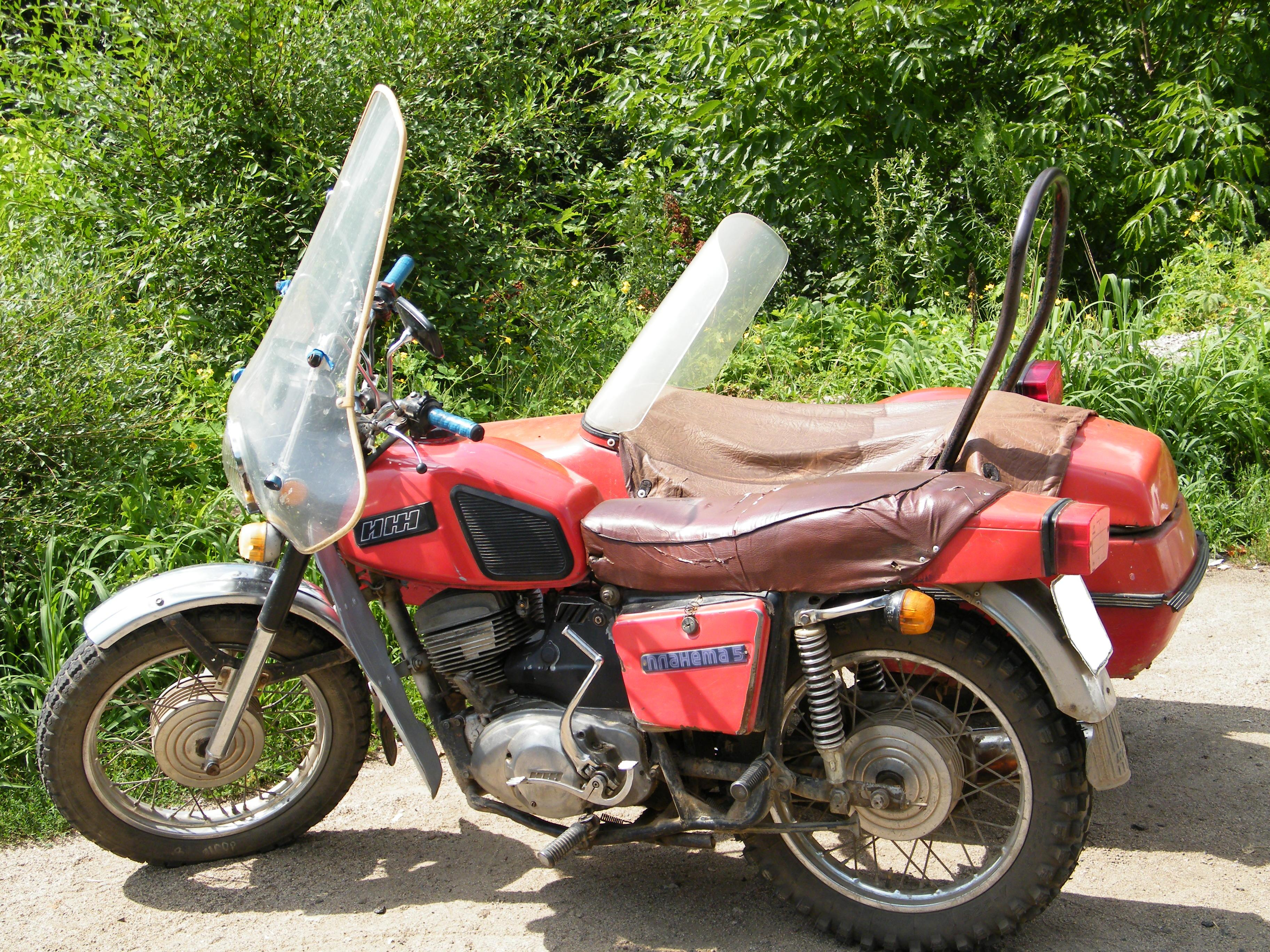
Іж Планета-5

З 1950 року на машинобудівний завод з мотозаводу передано виробництво електропил.
На початку 1950-х виникла необхідність в переоснащенні ППО країни більш досконалими системами раннього виявлення літаків і ракет супротивника. Для цього були необхідні електровакуумні прилади (магнетрони), виробництво яких було освоєно на заводі з нуля. У 1969 році на базі підрозділу з виробництва магнетронів було розпочато освоєння випуску засобів технічного обслуговування і ремонту (СТОР) керованого озброєння. Всього з того часу на «Іжмаш» було розроблено понад 40 типів СТОР.
У 1957 році створені перші носії метеорологічних головок «С-325 Б», які допомогли дослідити атмосферу Землі та отримати дані про різні параметри ближнього космосу. Уже в 1961 році пройшли перші пуски дво- і триступеневих ракет на твердому паливі «М-100», «М-7», «ММР-06». А на початку 1970-х років на заводі завершено розробку найдосконаліших комплексів «М-100Б» і «М-120». Триступенева метеоракета «М-100» експонувалася на ВДНГ.

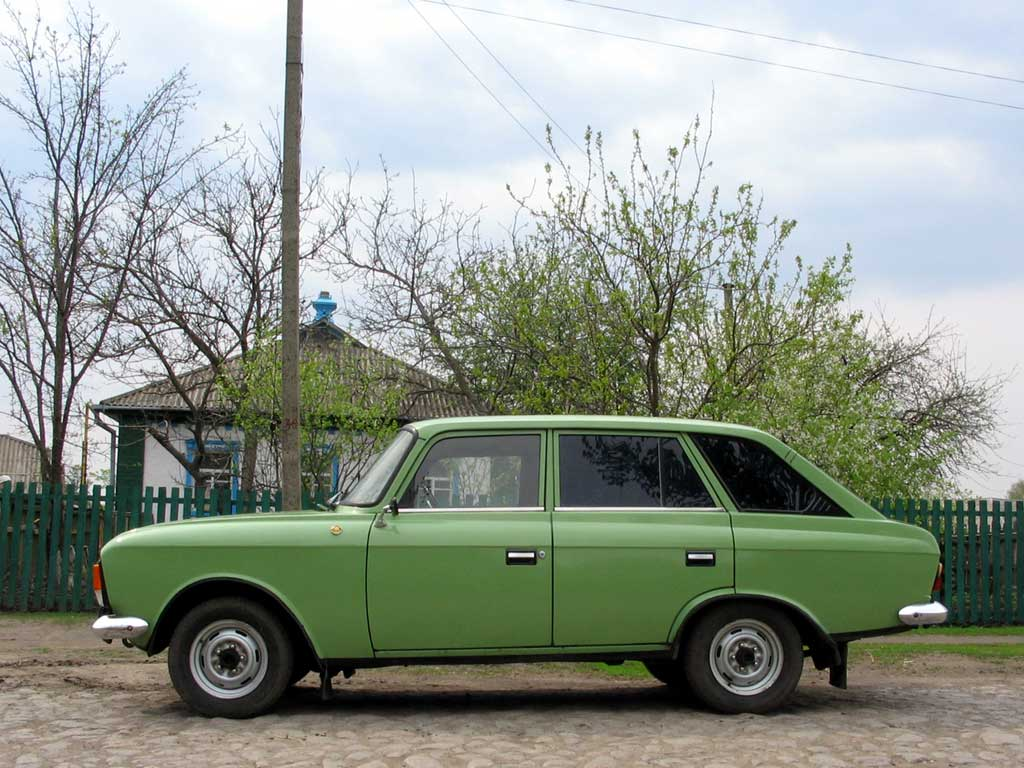
Автомобіль «Іж-Комбі»

У 1965 році основні сили були кинуті на будівництво Іжевського автомобільного заводу і виробництво автомобілів, які були організовані за підтримки секретаря ЦК КПРС Дмитра Федоровича Устинова в зв'язку із збільшеним добробутом і попитом населення і для створення внутрішньої конкуренції автомобілів АЗЛК і ВАЗ. 12 грудня після завершення монтажних робіт випущений перший серійний іжевський автомобіль «Москвич-408» з емблемою «Іж». Всі деталі та комплектуючі автомобіля спочатку поставлялися заводом АЗЛК.
Були створені цільові спортивні гвинтівки «ЦСВ-1», «С-49», довільні гвинтівки «ЦВ-50» і «МЦВ-50» під 7,62 і 5,6 мм гвинтівок патрони. З 1955 року під керівництвом Євгена Федоровича Драгунова ведеться розробка більш досконалих цільових гвинтівок. Успіхом користувалися моделі «Зеніт» (7,62 мм) і «Стріла» (5,6 мм). У 1956 році закінчено створення нових довільних гвинтівок «Зеніт», «Стріла» і полегшених гвинтівок «Тайга» і «Зеніт-2», в 1961—1963 рр. — 7,62 мм гвинтівки «Зеніт-3» і 6,5 мм гвинтівки «Зеніт-4». У 1958—1964 роках були відпрацьовані і поставлені на серійне виробництво гвинтівки «БО-59», «МБО-1» і «МБО-1М». У 1962—1969 роках серійно виробляється гвинтівка «Стріла-3». Наймасовішою моделлю тих років стала стандартна малокаліберна гвинтівка «СМ-2», яка випускалася з 1964 року .
У 1959 році для збірної СРСР з біатлону для виступу на Олімпіаді в Скво-Веллі були виготовлені гвинтівки «Біатлон-59». У 1961 році була запущена в серійне виробництво спортивна гвинтівка «Біатлон 7,62».

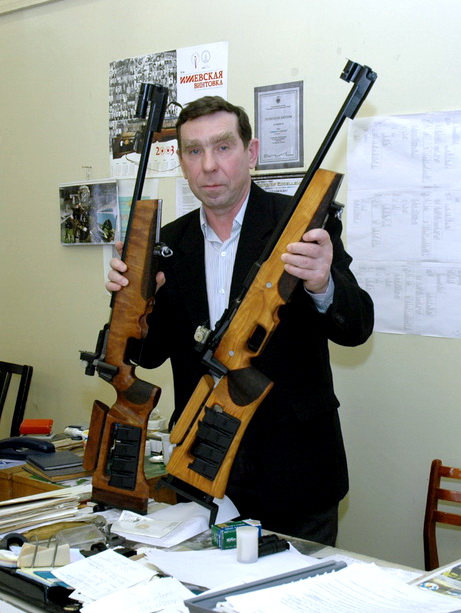
Конструктор гвинтівки «Біатлон» В. Ф. Суслопаров

У 1970 році випускається полегшена гвинтівка «БІ-4» для стрільби патроном кільцевого запалення. У тому ж році розроблена гвинтівка «БІЛ-6,5», а в 1971-му — «Біатлон-5», з якою А. И. Тихонов в 1972 і 1976 роках став олімпійським чемпіоном в естафеті, в 1977 році виграв кубок світу з присудженням йому звання «Містер Біатлон-77», Н. К. Круглов на зимових Олімпійських іграх 1976 року завоював 2 золоті медалі.
У 1963 році була запущена в серійне виробництво гвинтівка «БК» для стрільби патроном кільцевого запалення по мішені «Бєгущий кабан», в 1965-му — «БК-2», пізніше — «БК-5». З 1967 р розпочато виробництво стандартної гвинтівки «Урал», згодом ряд «Уралов» був продовжений. У 1970 році почала випускатися довільна гвинтівка «Тайфун-1» — великокаліберна, що володіє високою влучністю стрільби. Для досягнення вищої купчастості стрільби з 1975 року розпочато випуск гвинтівки «БК-3».
Поряд з розробкою і виготовленням спортивного зброї поступово відновлювалося виробництво мисливської. Перші повоєнні роки громадянську нішу в основному займали мисливські рушниці, в тому числі — нових моделей: ІЖБ-44, «ТОЗ-32» («Р-32») і ін.  У 1957 році починається розробка нарізних мисливських карабінів. У 1960 році був розроблений карабін «Барс» під мисливський патрон 5,6х39, під патрон 9x53 — карабіни «Ведмідь» в 1961 році і «Лось» в 1964-му.
C 1969 по 1982 роки вищу категорію з присвоєнням державного Знака якості отримали 15 виробів, причому мисливський карабін «Барс» — 4 рази, «Лось» — 3 рази, гвинтівки «Тайфун-1», «Тайфун-3» і «БК-3»- по 2 рази.
У 1948 під керівництвом Драгунова почалася робота з модернізації снайперської гвинтівки зразка 1891/1930 років, була створена і нова модель — модернізована снайперська гвинтівка «МС-74», яка на полігонних випробуваннях показала перевагу перед моделлю С. Г. Симонова. 3 липня 1963 року озброєння Радянської Армії прийнята самозарядна снайперська гвинтівка СВД .
В кінці 1946 року в Іжевськ була привезена група німецьких конструкторів-зброярів: Хуго Шмайсер — винахідник першої у світі штурмової гвинтівки StG 44 ; Карл Барнітцке — головний конструктор фірми Gustlof Werke і його заступник Оскар Шинк ; творці кулемета MG42 Вернер Грунер і Курт Хорн (фірма «Гроссфусс») та інші (всього 16 осіб). Німецькі інженери працювали в КБ машинобудівного заводу (тоді завод № 74) до літа 1952 року.
З 1948 року на Іжевському машинобудівному заводі починається випуск 7,62 мм «автомата Калашникова».

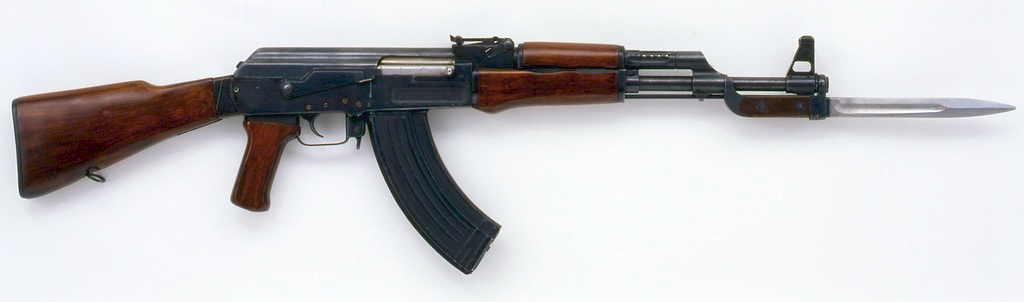
Автомат Калашникова з примкнутим багнет-ножем 6х2

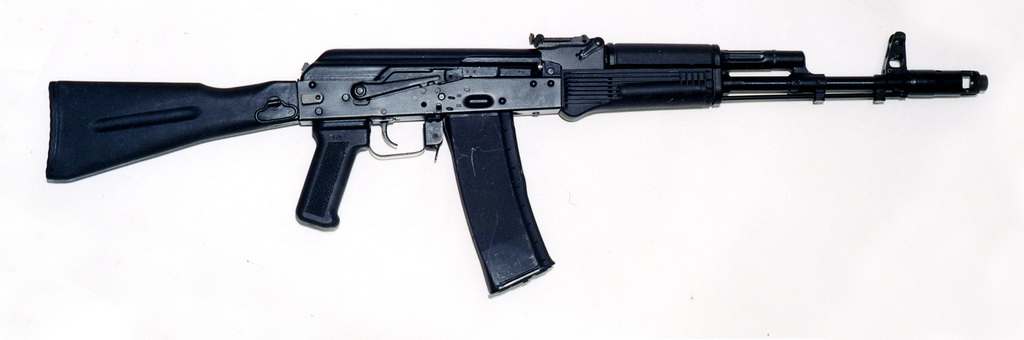
АК-101

У початку 1949 року машинобудівники вийшли на рівень серійного виробництва автомата Калашникова. Для цього треба було оперативно спроєктувати та виготовити безліч видів технологічного наряддя: 2470 калібрів, 1105 різальних інструментів, 865 пристосувань, 171 штамп, перепланувати розміщення 824 одиниць виробничого обладнання. Автомат був розроблений одразу у двох варіантах: перший — для стрілецьких і мотострілецьких частин — мав постійний приклад, другий — для повітряно-десантних частин — складаний.
У 1959 році на заводі розпочато випуск модернізованого 7,62 АКМ в декількох модифікаціях. У тому ж році прийнятий на озброєння ручний кулемет Калашникова РПК. На базі АКМ і РПК був створений уніфікований комплекс стрілецької зброї — АКМС, АКМН, АКМСН, РПКН, РПКСН. У 1961—1962 роках прийнято єдиний кулемет ПК з різновидами ПКТ і ПКБ. Виробництво цього першого у світі уніфікованого комплексу стрілецької зброї було розосереджено по декількомам заводам країни, і Іжевський машинобудівний став головним підприємством по встановленню єдності контрольної вимірювальної бази при виготовленні автоматів і ручних кулеметів різних модифікацій. Підприємству довірили розробку мінімально необхідної номенклатури контрольних калібрів, що визначають нормальне збирання і взаємозамінність деталей всіх виробів уніфікованого комплексу.
У 1974 році були прийняті на озброєння нові уніфіковані 5,45 мм сімейства автоматів — АК74, АКС74У, АК74Н, АКС74Н — і ручних кулеметів — РПК-74, РПКС-74, РПК-74Н, РПКС-74Н. У 1979 році в цей же сімейство увійшли укорочені автомати АКС74У та АКС74УН.
1 липня 1957 року в знак високої вдячності за заслуги в ознаменування свого 150-річчя завод був нагороджений орденом Трудового Червоного Прапора.

### Перетворення в «Іжмаш»
8 квітня 1975 року Іжевський машинобудівний завод перетворено у виробниче об'єднання «Іжмаш».
З 1967 по 1971 роки на автозаводі Іжмаша ставали до ладу власні виробничі лінії, які були ліцензовані з боку Renault і будувалися за допомогою французьких фахівців. У 1973 році в серійне виробництво був запущений перший і на більш ніж десятиліття єдиний в СРСР легковий хетчбек Іж-2125 («Іж-Комбі»). Проєктна потужність автозаводу була доведена до 200 тисяч на рік, хоча фактичний випуск автомобілів був дещо менше. У 1980-і роки автозавод виділився в самостійне підприємство «Іжмаш-Авто», що став пізніше компанією «ІжАвто». З 1969 року автозавод став філією Іжмаша 
У 1984 році на Іжмаш були розпочаті роботи по освоєнню керованих артилерійських снарядів «Краснопіль», «Китолов» та інших. В цьому ж році підприємству було присвоєно ім'я Д. Ф. Устинова, який працював на заводі в 1933 і 1934 роках .
У 1991 році був прийнятий на озброєння автомат АК74М, який став базою для подальшого створення «сотої» серії автоматів Калашникова. У 1993 році був розроблений ПП-19 «Бізон», який випускається в декількох варіантах і прийнятий на озброєння правоохоронних органів Росії. У 1994 році на озброєння був прийнятий створений на «Іжмаш» автомат Никонова — АН-94 «Абакан». Його творець Геннадій Миколайович Ніконов все життя пропрацював на «Іжмаш». Подальшим удосконаленням автомата на підприємстві займаються його учні.
У 1994 році завод був акціонований.
У 1995 році на озброєння була прийнята снайперська гвинтівка зі складним прикладом — СРДС. У 1998 році розроблена снайперська гвинтівка СВ-98, в наступному році — снайперська гвинтівка СВ-99. Сьогодні ця зброя перебуває на озброєнні ряду спецпідрозділів Росії, а на «Іжмаш» тривають подальші роботи по розробці снайперських гвинтівок.
На заводі створювалися також нові види спортивної та мисливської зброї. Найвідомішим стало сімейство «Сайга» — мисливські карабіни на базі автоматів Калашникова, розвиток яких почалося з випуску в 1992 році «Сайги» під патрон 7,62х39. Сьогодні це та інші сімейства мисливської та спортивної зброї — такі як «Барс», «БІ-7-2КО», «Коршун», «Лось», «Ведмідь», «СМ2КО», «Соболь», «Тигр».
У 1994 році з ініціативи працівників «Іжмашу» і Іжевського механічного заводу створено Союз російських зброярів, президентом якого став Михайло Тимофійович Калашников. Першим віцепрезидентом СРО є Олексій Криворучко.
У 1995 році при Іжевському збройовому заводі була відтворена Школа збройової майстерності, через два роки Урядом Удмуртської республіки їй було присвоєно ім'я засновника заводу Андрія Федоровича Дерябіна.

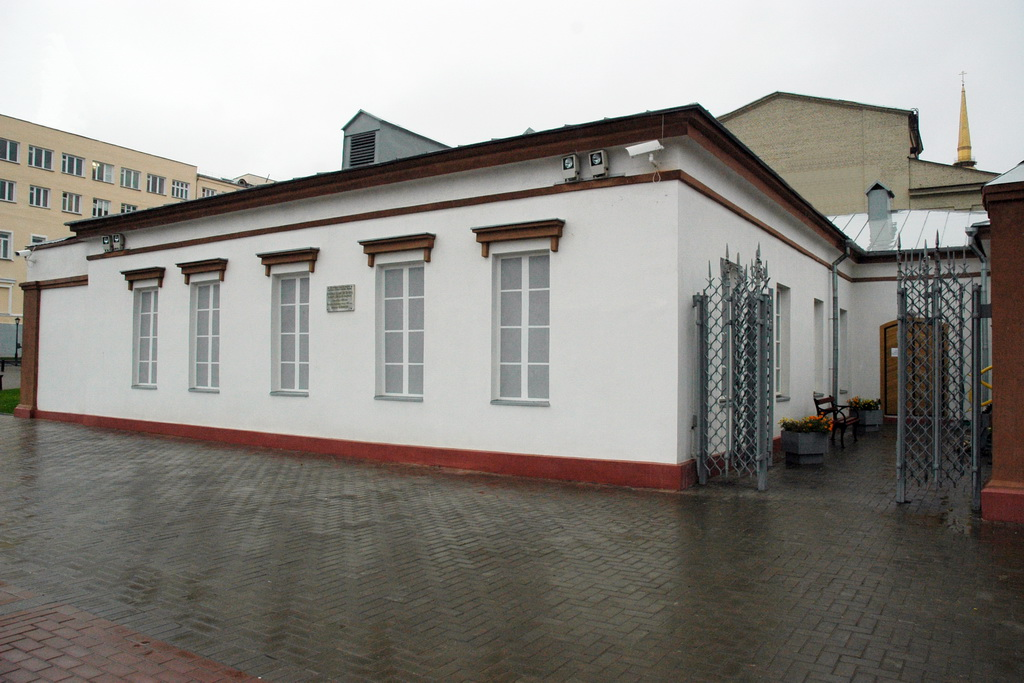
Будівля музею «Іжмаш» на вулиці Свердлова

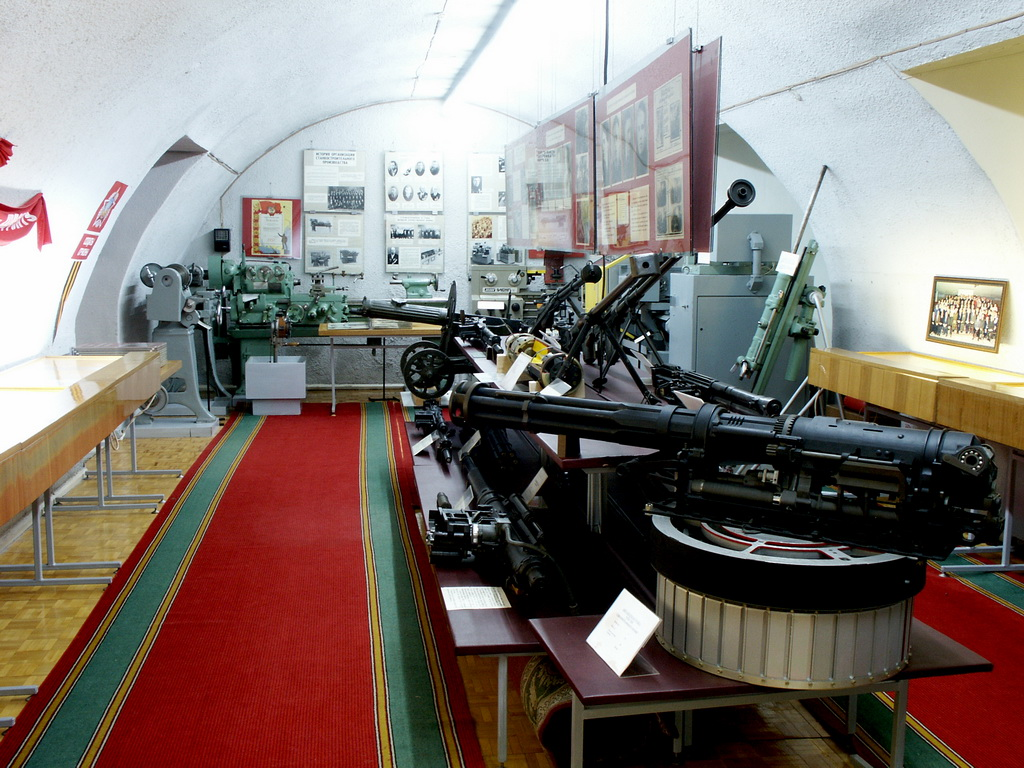
Експозиція музею «Іжмаш»

Пам'ятник іжевським зброярам

На 200-річний ювілей підприємства у 2007 році Патріарх Московський і всієї Русі Алексій II, проводячи літургію в Іжевську, подякував зброярів за їх службу на благо Росії та благословив на нові звершення. За заслуги заводу перед Вітчизною Патріарх вручив колективу «Іжмашу» одну з вищих нагород Російської Православної церкви — Орден Святого благовірного великого князя Димитрія Донського II ступеня. Також до ювілею було відкрито Пам'ятник іжевським зброярам.
У 2008 році Іжевський машинобудівний завод був призначений головною компанією холдингу з виробництва комплексів озброєнь ближнього бою в складі держкорпорації «Ростехнології». У холдинг увійшли найбільші виробники стрілецької зброї, патронів і засобів ближнього бою, в тому числі: ФГУП «Іжевський механічний завод», ВАТ «КБАЛ ім. Л. Н. Кошкіна», ВАТ"НИТКИ «Прогрес»"(м Іжевськ).
У 2008 році була випущена нова модифікація гвинтівки для біатлону — «БІ-7-4 виконання 09» з удосконаленою конструкцією і поліпшеним дизайном.
У 2010 році ГК «Ростехнології» провела аудит Групи компаній «Іжмаш», який показав незадовільний стан компанії. Як з'ясувалося, в групу входило близько сотні юридичних осіб, частина з яких перебувала в стадії банкрутства і ліквідації. Більшість же з фактично діючих 32 юридичних осіб мало багаторівневу систему управління, дублюючі функції та високі накладні витрати. Сумарні зобов'язання групи на початок 2011 року становили близько 19 млрд рублів, на підприємстві були затримки виплат заробітної плати робітникам до півроку, зношені виробничі фонди, а рівень завантаження сучасного обладнання не перевищував 20 %. 6 квітня 2012 року Арбітражний суд Удмуртії визнав ВАТ «Іжмаш» банкрутом. На базі збанкрутілого підприємства було створено ВАТ «НВО» Іжмаш "". У жовтні 2012 року на території заводу відбувся стихійний мітинг робітників, незадоволених зниженням заробітної плати.

### Перетворення в Концерн «Калашников»

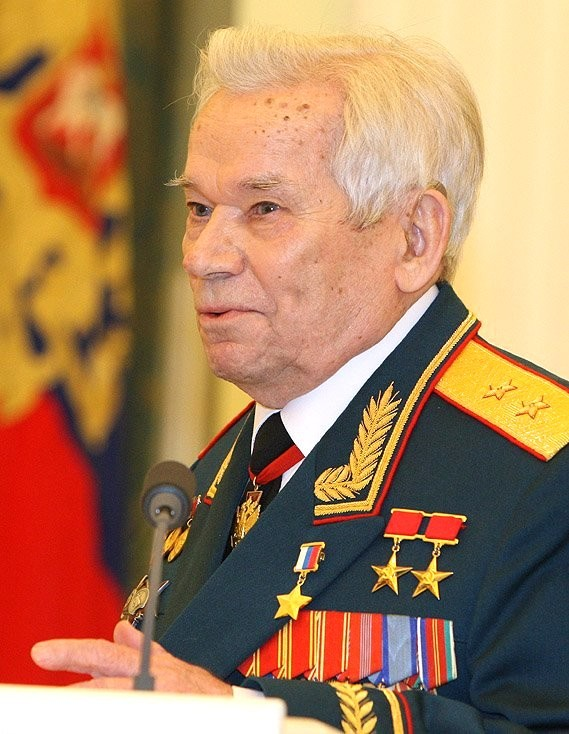
М. Т. Калашников в Кремлі в 2009 році

Стела пам'яті Калашникова М. Т. Калашникова М. Т. на території Концерну Калашников

12 серпня 2013 року ВАТ «НВО» Іжмаш "" було перейменовано у ВАТ «Концерн» Калашников "«. У вересні 2013 року було прийнято рішення продати приватним інвесторам 49 % акцій концерну „Калашников“. Контрольний пакет акцій (51 %) залишився у держкорпорації. Для цього в березні 2014 року був проведена додемісія акцій на 2,65 млрд рублів. В якості інвесторів виступили президент і співвласник „Трансмашхолдингу“ Андрій Бокарьов і гендиректор „Аероекспрес“, член ради директорів „Трансмашхолдингу“ Олексій Криворучко. Операція з придбання акцій була закрита 6 травня 2014 року.
30 січня 2014 року наглядова рада РОСТЕХ затвердила призначення гендиректором концерну „Калашников“ його нового акціонера Олексія Криворучка. Він приступив до своїх обов'язків 31 січня 2014 року.
У липні 2014 концерн був включений в список санкцій США і Канади.
10 вересня 2015 концерн „Калашников“ вперше в історії підприємства зареєстрував товарні знаки „Калашников / Kalashnikov“ в Російській Федерації за основним видом діяльності підприємства — виготовлення вогнепальної зброї, боєприпасів і снарядів. Відповідні свідоцтва на товарні знаки видані Роспатентом.
У 2016 році концерн придбав 49 % акцій Рибінської корабельні, що займається випуском малотоннажних судів довжиною до 50 метрів, в першу чергу катерів і яхт. Ще 2 % придбали приватні акціонери.

## Діяльність
Генеральний директор концерну „Калашников“ Олексій Криворучко розповів, що на модернізацію підприємств концерну у 2014—2016 роках було інвестовано близько 7 млрд рублів. За словами Криворучко, загальний обсяг інвестицій в модернізацію підприємства в 2014—2017 роках складе 10,5 млрд рублів.

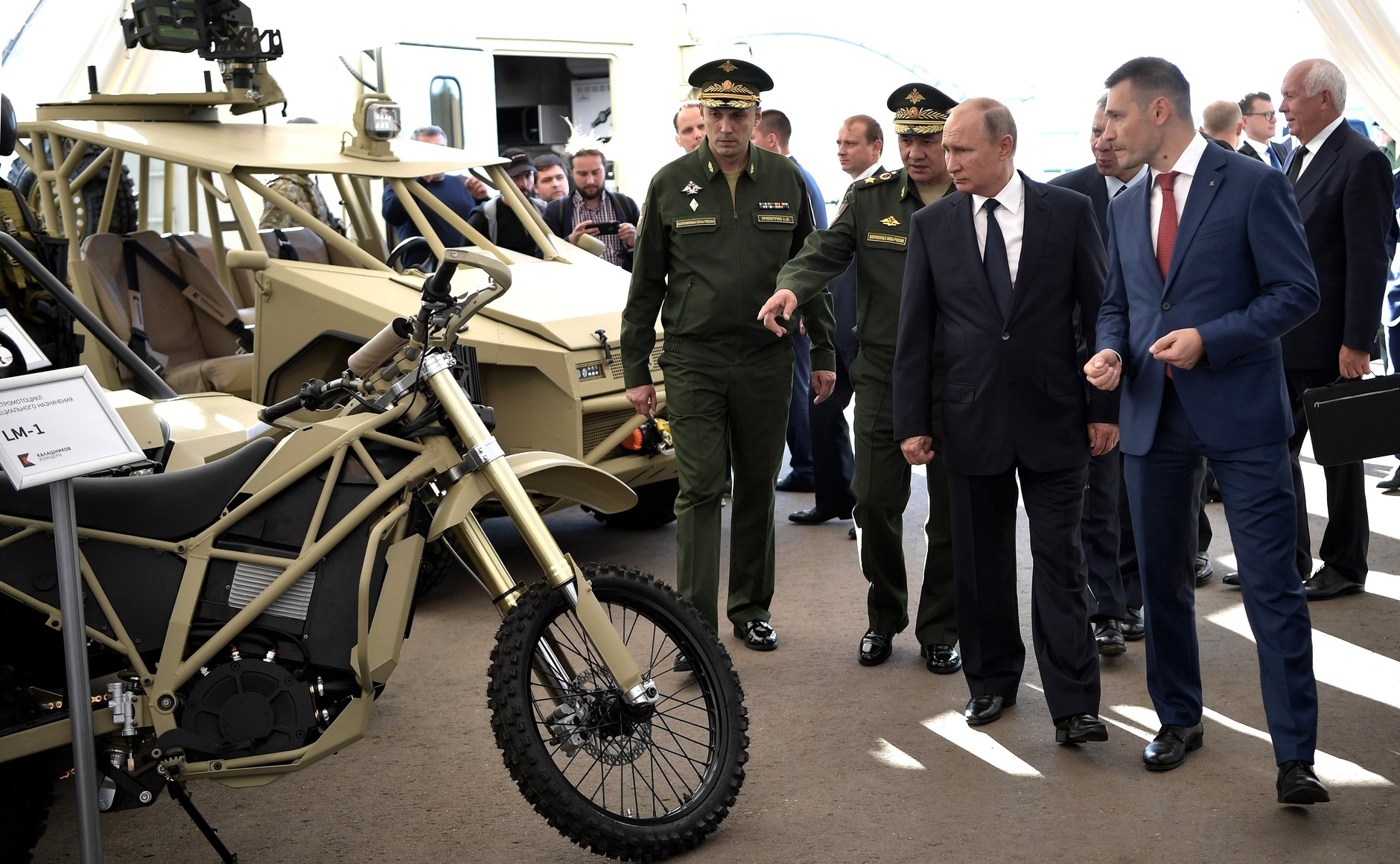
Володимир Путін оглядає експозицію концерну в парку „Патріот“ 19 вересня 2018 року

27 квітня 2016 концерн „Калашников“ відкрив після модернізації п'ять нових виробничих об'єктів і ввів в експлуатацію оновлені цехи та нові корпуси виробництва стрілецької зброї, спецтехніки та інструменти, а також логістичного центру та адміністративного комплексу. Площа нових об'єктів склала майже 49 тисяч квадратних метрів.
У 2016 році концерну вручений головний приз Міжнародного військово-технічного форуму „Армія 2016“ — „за досягнення в області розвитку озброєння, військової та спеціальної техніки, за внесок у підготовку та реалізацію форуму“.
У вересні 2016 року Президент Росії Володимир Путін відвідав у Іжевську підприємства концерну: оглянув цех інструментального виробництва, зразки зброї, поговорив з колективом і провів засідання Військово-промислової комісії. Глава держави порівняв оновлений завод з музеєм сучасного мистецтва.

### Ребрендинг
2 грудня 2014 року було проведено ребрендинг підприємства, в рамках якого було створено новий корпоративний бренд концерну „Калашников“, а також оновлені продуктові бренди „Калашников“, „Байкал“ та „Іжмаш“. Роботи з ребрендингу здійснило рекламне агентство „Апостол“.
У 2015 році концерн „Калашников“ зареєстрував товарні знаки „Калашников/Kalashnikov“ в Російській Федерації за основним видом діяльності підприємства — виготовлення вогнепальної зброї, боєприпасів і снарядів.
У 2016 році робота із захисту товарного знака „Калашников“ була продовжена на підставі домовленості зі спадкоємцями М. Т. Калашникова У 2016 році отримана реєстрація на макети зброї, а також на об'ємний товарний знак АК 47 у Росії. У грудні 2016 концерн „Калашников“ зареєстрував товарні знаки „Калашников / Kalashnikov“ і AK 74 в Китаї за основним видом діяльності підприємства — виготовлення вогнепальної зброї, боєприпасів і снарядів, а також по 28 класу — виробництво іграшок, в тому числі обладнання для страйкболу та пейнтболу.

### Фінансові та виробничі показники
У 2015 році чистий прибуток Концерну „Калашников“ склав 2,1 млрд рублів проти збитку в розмірі 340 млн рублів у 2014 році, при цьому його виторг зріс до 8,2 млрд рублів.
Прибуток від продажів за підсумками 12 місяців 2015 року склав 1,2 млрд рублів у порівнянні зі збитками в 144 млн рублів роком раніше. Показник EBITDA за підсумками 2015 року склав 3 млрд рублів, перевищивши аналогічний показник 2014 року на 3,1 млрд рублів. У 2015 році зростання обсягів виробництва склало 158 %. При зростанні чисельності персоналу на 8 % до 5116 осіб, зростання продуктивності праці склало 139 %, досягнувши показника в 1,8 млн рублів на одного робочого в рік. У 2015 році середня заробітна плата зросла на 21 % до 33,1 тисячі рублів щодо 2014 року.
У 2016 році концерн став лауреатом національного рейтингу швидкорослих компаній „ТехУспех 2016“.
Портфель експортних замовлень на продукцію концерну „Калашников“ станом на 2016 рік становив понад 300 млн доларів.
Обсяг продажів громадянської стрілецької зброї на внутрішньому ринку за 11 місяців 2016 року було збільшено на 29 % в порівнянні з 2015 роком. Найбільш затребуваними моделями у 2016 році стали 7,62-мм карабін „Тигр“, рушниця „Сайга-12“ і самозарядний мисливський карабін „Сайга-308“.
У 2015 році було відкрито 10 фірмових відділів продажів в Росії, 2016 році — понад 20. Також три фірмові бренд-зони концерну були відкриті в країнах ближнього зарубіжжя. У 2016 році були відкриті нові ринки збуту цивільної зброї для спорту і полювання в п'яти країнах Азійсько-Тихоокеанського регіону та Африки.
У 2018 році виторг концерну зріс на 280 % в порівнянні з 2017 роком, склавши 17,1 млрд рублів.

### Структура
13 серпня 2013 року НВО „Іжмаш“ було перейменовано в АТ „Концерн“ Калашников»".
В на початку 2015 року «Калашников» купив частку розробника безпілотних літальних апаратів (БЛА) Zala Aero. Спільні проєкти включають розробку і виробництво безпілотників, а також мобільних і наземних станцій управління. Основними продуктами є розвідувальні безпілотні літаки, вертольоти та аеростати для охорони державних кордонів, розвідки та моніторингу.
- ПАТ «Іжевський механічний завод» (Іжевськ, Удмуртія);
- ВАТ «Митіщинський машинобудівний завод» (Митищі, Московська область);
- «Холдингові компанії Рибінської Верфі» (сел. Судноверф, Ярославська область);
- АТ "Суднобудівний завод"Вимпел"(Рибінськ, Ярославська область);
- Група компаній Zala Aero c представництвами в Москві та Нижньовартовську.

2020 року АТ «Концерн» Калашников"" був викуплений ексзаступником міністра транспорту РФ Аланом Лушніковим, викупивши 75 % акцій Концерну «Калашникова» у заступника міністра оборони Олексій Криворучко.

### Поточні проєкти і перспективні напрямки
У 2015 році концерн представив рушницю «Сайга-12» у виконанні 340. В рамках Міжнародного військово-технічного форуму «Армія 2016» концерн представив дослідні зразки снайперських гвинтівок СВК і ВСВ-338, модернізований ручний кулемет РПК-16, прототип нового пістолета Лебедєва калібру 9 × 19 мм, а також дослідний зразок малогабаритного автомата. Було представлено нове покоління автоматів Калашникова — АК-12 та АК-15, а також модернізований варіант «сотої серії» автомата Калашникова.
- дистанційно-керовані бойові модулі;
- безпілотні літальні апарати ;
- багатофункціональні катери спеціального призначення.

Восени 2016 року у військово-технічному форумі «Армія 2016» концерн представив наземну роботизовану систему «Соратник» — гусеничну бронемашину, призначену для розвідки, вогневої підтримки підрозділів, патрулювання та охорони територій та важливих об'єктів, а також розмінування і розгородження. За завданням Міністерства оборони була також розроблена дистанційно-керована платформа з туреллю, яка може знищувати ворожу піхоту вогнем стрілецької зброї.
На дочірньому підприємстві концерну серійно випускаються катера подвійного призначення: транспортно-десантний катер БК-16, десантно-штурмова човен БК-10 і катер вогневої підтримки БК-9.
У 2016 році концерн «Калашников» почав серійні постачання транспортно-десантних і штурмових катерів для підрозділів спеціального призначення Міноборони Росії.
У 2015 році концерн представив рушницю «Сайга-12» у виконанні 340. В рамках Міжнародного військово-технічного форуму «Армія 2016» концерн представив дослідні зразки снайперських гвинтівок СВК і ВСВ-338, модернізований ручний кулемет РПК-16, прототип нового пістолета Лебедєва калібру 9 ×19 мм, а також дослідний зразок малогабаритного автомата. Було представлено нове покоління автоматів Калашникова — АК-12 та АК-15, а також модернізований варіант «сотої серії» автомата Калашникова.
У 2017 році запущено в продаж гладкоствольну самозарядна рушниця 12 калібру «Сайга-12К» (компакт) — укорочена версія популярного гладкоствольної самозарядної рушниці «Сайга-12». У продаж також надійшли два модернізованих нарізних карабіни «Сайга-МК» (калібр 5,45 × 39 мм) і його укорочена версія.
За підсумками участі в форумі «Армія 2016» концерн «Калашников» отримав головний приз форуму «за досягнення в області розвитку озброєння, військової та спеціальної техніки, а також за внесок у підготовку та реалізацію форуму».
У серпні 2016 концерн «Калашников» відкрив в московському аеропорту Шереметьєво перший власний магазин з продажу одягу і сувенірів, а також представив дебютну колекцію мисливського одягу під брендом «Baikal» і запустив онлайн-магазин в Росії.
У вересні 2017 концерн представив концепт «летючого автомобіля». У серпні 2018 концерн «Калашников» представив на форумі «Армія-2018» гібридний баґґі для Міноборони з індексом OV-2.
У березні 2019 року компанія Zala Aero, що входить в концерн «Калашников», провела випробування нового безпілотного комплексу, призначеного для дистанційного виявлення витоків метану на газопроводах. Новий комплекс створений на базі безпілотного повітряного судна ZALA 421-16E5. Випробування проводилися спільно з «Газпромом».

### Партнерство
З листопада 2015 концерн «Калашников» є партнером Федерації практичної стрільби Росії та Союзу біатлоністів Росії, з 22 березня 2016 року — з Континентальною стрілецькою лігою. 23 жовтня 2016 концерн «Калашников» провів перший матч Kalashnikov Cup. На заході був представлений модернізований пістолет MP-446C Viking-M.
В кінці 2016 концерн «Калашников» і Федерація військово-тактичних ігор підписали угоду про партнерство і співпрацю в області розробки сучасних цивільних стрілецьких комплексів і обладнання для використання у військово-тактичних іграх страйкбол, лазертаг та фаєртаг.

### Інциденти
- 3 липня 2018 року сталася пожежа в експлуатованій будівлі головного корпусу колишнього збройового заводу, що є федеральним пам'ятником архітектури[30], в результаті якого зрушився шпиль будівлі[31]. У 1834 році корпус збройового заводу сильно постраждав від пожежі — тоді також зрушилася вежа. У 1836 році почалося відновлення будівлі, ще через два роки на вежу був встановлений новий годинник-куранти. Протягом ще 10 років будівля заводу добудовувалася і перебудовувалася за затвердженими Миколою I кресленнями[32]. У 1995 році будівлю було внесено до переліку об'єктів історичної та культурної спадщини федерального значення.

## Продукція

### Високоточна зброя
- Китолов-2М
- Краснополь

### Дистанційно-керовані бойові модулі
- Бойова автоматизована система «Соратник»
- Дистанційно-керована платформа з туреллю

### Засоби технічного обслуговування і ремонту керованого озброєння
- Швидкісний десантно-штурмовий човен БК-9
- Швидкісний штурмовий човен БК-10
- Швидкісний транспортно-штурмовий катер БК-16
- Швидкісний багатоцільовий катер БК-18

### Бойова стрілецька зброя

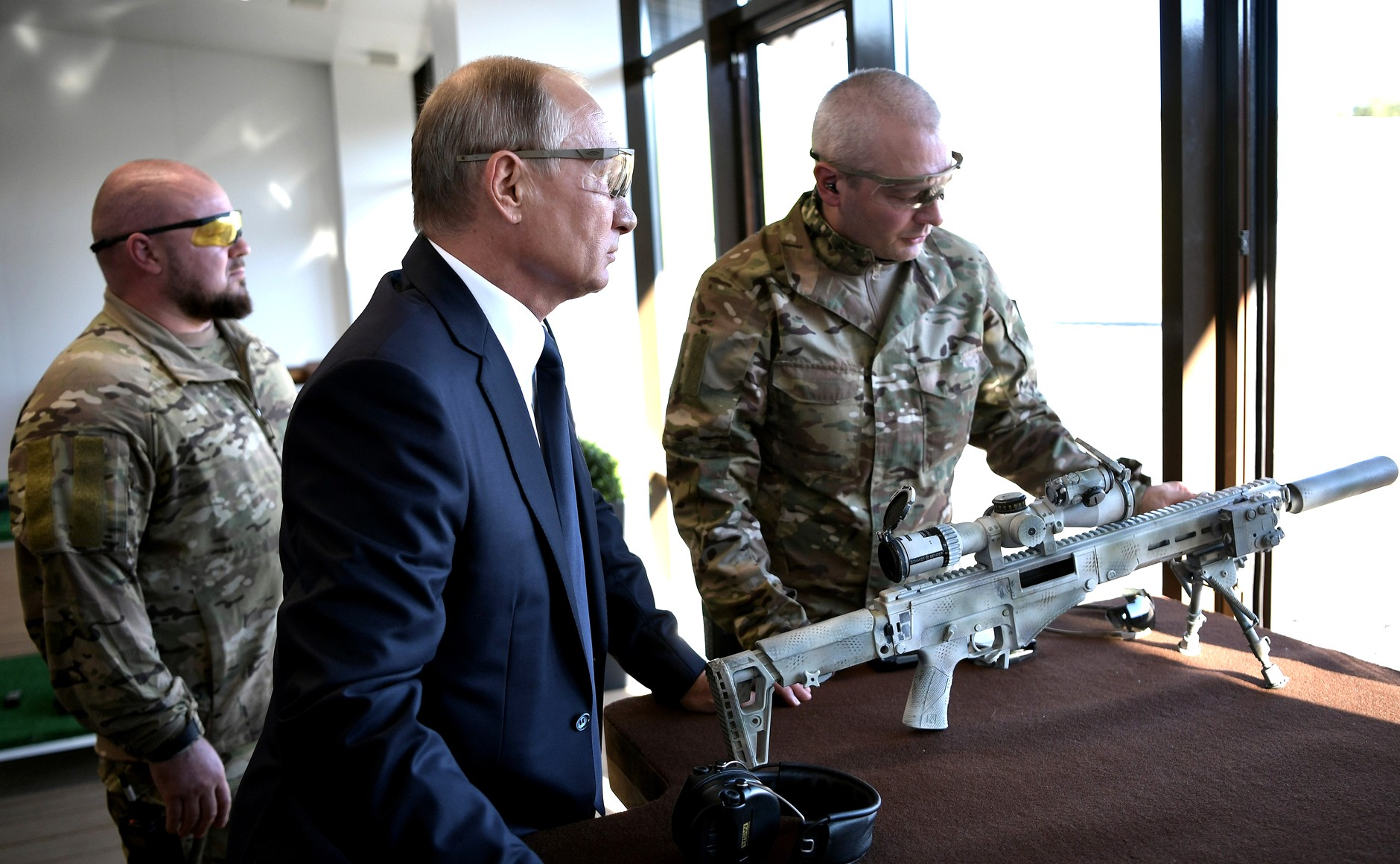
Президент Росії Володимир Путін з новою гвинтівкою СВЧ-308. Парк «Патріот», 19 вересня 2018 року

- Автомати — АКМ, АК-74М, АКС-74 АК-101/103, АК-107 / АК-108, АК-9, АН-94 «Абакан», АК-12, АК-308 , АМ-17 / АМБ-17, МА.
- Ручний кулемет — РПК-16
- Гвинтівки снайперські — СВД, СРДС, СВДМ, СВ-98, СВ-99, ВСВ-338 , СВЧ .
- Пістолети-кулемети — ПП-19 «Бізон», ПП 19-01 Витязь-СН, «Гепард».
- Самозарядний гладкоствольний карабін 18,5 КС-К[33].
- Авіаційно-гарматна зброя — ГШ-301.
- Підцівковий гранатомет ГП-34.
- Пістолети — ПЯ, ПМ, ПММ, ПБ, ПСМ, МР-71, МР-471, МР-472.

### Мисливська зброя
- Самозарядні нарізні карабіни: Ведмідь, Сайга, Тигр, Коршун.
- Магазинні нарізні карабіни: Барс, Лось, Соболь, СМ-2КО, БІ-7-2КО
- Самозарядні гладкоствольні карабіни: Сайга-12, Сайга-20, Сайга-410

### Спортивна зброя
- ЦВ-55 «Зеніт» — довільна гвинтівка калібру 7,62 мм
- «Біатлон-7-2», «Біатлон-7-3», «Біатлон-7-4» в різних виконаннях
- Рекорд, «Рекорд-CISM»
- СМ-2
- «Урал-5-1», «Урал-6-2» — сімейство малокаліберних гвинтівок
- рушниця «Сайга-12» що викор. 340 для практичної стрільби
- карабін «Kalashnikov SR1» для практичної стрільби
- Сайга-9 ЛОТ Яровит — спортивний варіант карабіна Сайга 9х19
- Сайга-223 ЛОТ Сварог — спортивний варіант карабіна Сайга-МК

### Пневматична зброя та макети
- Пневматичні газобалонні гвинтівки «Юнкер»
- Пневматична газобалонна гвинтівка Бі-7-5 для тренувань біатлоністів
- Електропневматична гвинтівка ВП-АК (АК-74М версія airsoft)
- ММГ АК74, АК74М, АКС74У, АК103, АК104, АК105, СВД, СРДС, ПП-19-01, ПМ, МР-446

### Інші
- Засоби технічного обслуговування і ремонту керованого озброєння (ЗТОР)
- Контрольно-перевірочні машини (КПМ)
- Машини технічного обслуговування (МТО) і контрольно-ремонтні автомобільні станції (КРАС)
- Автоматизовані контрольно-випробувальні рухомі станції (АКВПС)
- Машини зберігання і перевезення запасних частин (МЗІП)
- Юстувальні машини (МЮ)

- Верстати токарні, токарно-гвинторізні універсальні
- Різальний інструмент і оснащення
- ZALA VTOL — безпілотний літальний апарат, конвертоплан.

## Відзнаки та державні нагороди
- 18 січня 1942 року завод нагороджений орденом Леніна (Указом Президії Верховної Ради СРСР, завод № 74, за зразкове виконання завдань з виробництва та освоєння нових видів озброєння)[5].
- 20 жовтня 1944 року — орденом Червоного Прапора (Указом Президії Верховної Ради СРСР, завод № 74, за заслуги в справі організації виробництва стрілецької зброї та за створення нових зразків стрілецької та авіаційного озброєння) [5].
- 1 липня 1957 року в знак високої вдячності за заслуги в ознаменування свого 150-річчя завод був нагороджений орденом Трудового Червоного Прапора [5].
- У 1970 році завод був нагороджений орденом Жовтневої революції[5].
- У 2007 році до 200-річчя заводу Патріарх Московський і Всієї Русі Алексій II вручив колективу «Іжмашу» Орден Святого благовірного великого князя Димитрія Донського II ступеня[34].
- У 2014 році концерн «Калашников» відзначений нагородлю «Гордість Вітчизни».
- 22 червня 2015 року продукція концерну «Калашников» була відзначена почесними дипломами Міністерства оборони Російської Федерації в номінації «Стрілецька зброя та засоби ближнього бою» і «Безпілотні літальні апарати та комплекси».

## Відомі особистості, пов'язані з підприємством
- Бєлобородов Іван Федорович (1909—1985) — радянський російський інженер-механік, директор підприємства з 1956 по 1980 рр. Двічі Герой Соціалістичної Праці (1966, 1979).
- Калашников Михайло Тимофійович (1919—2013) — радянський російський інженер-конструктор стрілецької зброї, доктор технічних наук (1971), генерал-лейтенант (1999), творець всесвітньо відомого автомата Калашникова (АК). Герой Російської Федерації (2009). Двічі Герой Соціалістичної Праці (1958, 1976). Лауреат Ленінської премії (1964) та Сталінської премії першого ступеня (1949). Член Спілки письменників Росії. Депутат Ради Союзу Верховної Ради СРСР III—IV (1950—1958) і VII—XI (1966—1989) скликань.
- Іонів, Віктор Петрович (нар. 1934) — видатний радянський інженер-зброяр, організатор промислового виробництва, Герой Соціалістичної Праці.
- Новиков Володимир Миколайович (1907—2000) — видатний радянський організатор промислового виробництва, Герой Соціалістичної Праці.
- Гордєєв Борис Степанович (1922—1984) — радянський державний діяч, Герой Соціалістичної Праці (1982).
- Палладін Микола Іванович (1908—1992) — видатний радянський організатор промислового виробництва, Герой Соціалістичної Праці (1966), лауреат Державної премії СРСР (1946).
- Сисоєв Петро Олександрович (1911—1991) — видатний радянський організатор промислового виробництва, Герой Соціалістичної Праці.
- Фомін Василь Іванович (1899—1960) — радянський військовий інженер-конструктор, видатний радянський організатор промислового виробництва, Герой Соціалістичної Праці.

## Керівництво
- Володимир Гродецький - 1996-2011
- Максим Кузюк - 2011-2012
- Олександр Косов - 2012-2013
- Костянтин Бусигін - 2013-2014
- Олексій Криворучко - 2014-2018
- Володимир Дмитрієв - 2018-2019
- Дмитро Тарасов - 2019-2021
- Володимир Лепін[ru] - 2021 - н.в.